# Тайшет (станція)
Тайшет (рос. Тайшет) — станція Тайшетського регіону Східно-Сибірської залізниці. Розташована у Тайшеті, Іркутська область, Росія. Залізничний вузол і велика позакласна сортувальна станція. Електрифікована на змінному струмі.Станцію відкрито 1899
У Тайшеті сходяться залізничні магістралі:
- З північного заходу на південний схід прямує Транссибірська магістраль;
- На північний схід починається Байкало-Амурська магістраль (БАМ) (перший кілометр БАМу знаходиться у Тайшеті);
- У західному напрямку відходить Південносибірська магістраль, що сполучає БАМ з Кузбасом, Алтаєм, Казахстаном, Південним Уралом, Башкортостаном (через Абакан, Новокузнецьк, Барнаул, Екібастуз, Павлодар, Астану, Магнітогорськ до Уфи).

## Приміське сполучення по станції
Станом на січень 2017 через станцію курсують по дві пари приміських електропоїздів Тайшет — Нижньоудинск (щодня), Тайшет — Чуна (щодня), Тайшет — Саранчет (понеділок, п'ятниця).

### Далекого прямування
- Москва — Владивосток
- Москва — Пекін
- Москва — Улан-Батор
- Новосибірськ — Владивосток
- Москва — Хабаровськ
- Новосибірськ — Нерюнгрі
- Москва — Улан-Уде
- Адлер — Іркутськ
- Адлер — Чита